# Liste der Naturdenkmale in Königsheim
| Naturdenkmale | Anzahl |
| ------------- | ------ |
| FND           | 0      |
| END           | 3      |
| Gesamt        | 3      |

Die Liste der Naturdenkmale in Königsheim nennt die verordneten Naturdenkmale (ND) der im baden-württembergischen Landkreis Tuttlingen liegenden Gemeinde Königsheim. In Königsheim gibt es insgesamt drei als Naturdenkmal geschützte Objekte, keines ist ein flächenhaftes Naturdenkmal (FND), alle sind Einzelgebilde-Naturdenkmale (END).
Stand: 1. November 2016.

## Einzelgebilde (END)
| Name                         | Bild | Kennung     | Einzelheiten | Position | Fläche Hektar | Datum        |
| ---------------------------- | ---- | ----------- | ------------ | -------- | ------------- | ------------ |
| Friedenslinde                |      | 83270290001 | Königsheim   | ⊙        | 0,0           | 3. Dez. 1984 |
| Friedrichshöhle              |      | 83270290002 | Königsheim   | ⊙        | 0,0           | 3. Dez. 1984 |
| Neue Höhle (Dörrhaldenhöhle) |      | 83270290003 | Königsheim   | ⊙        | 0,0           | 3. Dez. 1984 |
| Legende für Naturdenkmal     |      |             |              |          |               |              |